# Seznam představitelů Varnsdorfu
Toto je seznam představitelů Varnsdorfu od ustavení obecní samosprávy roku 1850 do současnosti, tedy starostů, správních komisařů a v letech 1946–1990 předsedů místního/městského národního výboru.
První zasedání obecního výboru ve Varnsdorfu se konalo dne 6. října 1850, řídil jej varnsdorfský starosta Hendrich Stolle.

## Starostové do roku 1945
- Hendrich Stolle 1850–1852
- Franz Sieber 1852
- Andreas Bürger 1852–1857
- Josef Sieber 1857–1861
- Ignaz Anton 1861–1864
- Franz Pilz 1864–1867
- Anton Engelmann 1867–1872

1868 Varnsdorf povýšen na město
- Karl Raimund Goldberg 1872–1897
- JUDr. Rudolf Hübl 1897–1901
- Eduard Strache 1901–1904
- Josef J. Goldberg 1904 -1914
- Erdmann Fischer 1914–1915
- Karl Richter 1915–1919 (zástupce starosty, za války neproběhly volby)
- Josef Goth 1919–1923
- Karl Richter 1923–1933
- Ed. S. Bürger 1933–1934
- dr. Alois Knotig 1934–1938
- Johan Rott 1938–1939
- Heindrich Rösler 1939–1945

## Předseda místní správní komise
Bohumil Pospíšil 1945–1946

## PředsedovéMěstského národního výboruv letech 1946–1990
- František Auersperk 1946–1951
- Josef Mynář 1951–1954
- Josef Mašín 1954–1969
- Adolf Kumprecht 1970
- Josef Mynář 1971–1976
- Jaroslav Novák 1976–1981
- Oldřich Bajer 1981–1984
- Zdeněk Popelka 1985–1990
- Josef Mašín 1990

## Starostové po roce 1990
- Eduard Vébr 1990–1991
- Anna Dudková 1991–1994
- Ing. Vladimír Bartoň 1994–1998
- Jaroslav Tomášek 1998–2002
- Ing. Josef Poláček 2002–2010
- Martin Louka 2010–2014
- Ing. Stanislav Horáček 2014–2020
- ThMgr. Roland Solloch 2020–2022
- Jan Šimek 2022–